# Búger
Búger – gmina w Hiszpanii, w prowincji Baleary, we wspólnocie autonomicznej Balearów, o powierzchni 8,29 km². W 2011 roku gmina liczyła 1015 mieszkańców.